# 太平歌词
太平歌词是北京的一种民间小曲，是一種說中帶唱、擊板為節的有韻說書，原是丐歌的一種，相传由莲花落演化而来。
太平歌词约形成于清代初叶。流行于北京城区、郊区。张次溪在《人民首都的天桥》中说：“太平歌词演唱者，手持木(按：应是“竹”)板两块，用指合拍，词句多为警世规善的词句，歌韵多婉转。”该书又说：“据该行老辈人云：太平歌词之名，顺治年间已有之，故宫岔曲中，已有太平歌词之名称……”太平歌词后被相声艺人引入“唱”活，相声在明地演出时，于正式开演前或演出中加演。演唱时手持竹板两块，敲打出轻音、重音和连环点作为伴奏，竹板习惯称为“手玉子”。太平歌词的唱词内容，有民间传说故事、劝世文和文字游戏三类。尤以第一类曲目最多。北洋军阀时代，相声演员曾编演《世态炎凉》，第一句就唱出“中华民国颠倒颠”，抒发了对反动统治的愤懑。唱词基本是七字句，每段曲目一韵到底。原始的唱法，每句前四个字是说，后三个字上韵演唱，比较呆板。 
二十世纪二十年代，相声演员王兆麟受到天津进步戏剧家王钟声等的影响，不断编唱新词，如歌颂鉴湖女侠秋瑾的《女侠英豪》、抨击军阀张勋复辟的《黄粱梦》等。在唱腔上也加以革新，每四句一反复。他曾去上海演出，并灌制《劝人方》、《三婿上寿》等唱片，扩大了太平歌词的影响。 
二十世纪三十年代末，相声演员常连安、张杰尧、侯宝林等，也经常演唱太平歌词。太平歌词撂地演出时代，有三种演唱形式：第一种是一个人半蹲着，边撒白沙子边唱(参见：白沙撒字)；第二种是一个人站着唱；第三种是两个人对口唱。 
二十世纪四十年代后，该形式罕有演唱。1950年中央广播说唱团曾创作、演出新曲目《刘老汉过年》，并配以管弦乐器伴奏，在中央人民广播电台播放。二十世纪五十年代初亦有关金凤编演的《刘胡兰》新曲目。 
太平歌词的传统曲目有《太公卖面》、《秦琼观阵》、《韩信算卦》、《阴魂阵》、《小上寿》、《三顾茅庐》、《打黄狼》、《饽饽阵》、《丑妞出阁》、《十个字》、《福禄寿喜》、《一文钱》、《世态炎凉》、《鹤蚌相争》、《文王卦》、《五龙捧圣》等。

## 外部連結
- 勸人方（页面存档备份，存于）